# Đế long
Dilong (tiếng Trung: 帝龍; Hán-Việt: đế long; bính âm: dìlóng, nghĩa là: "rồng hoàng đế") là một chi khủng long theropoda thuộc họ Proceratosauridae nhỏ. Loài duy nhất là Dilong paradoxus. Nó sống tại thành hệ Yixian của Creta muộn gần Lujiatun, Bắc Phiếu, tại miền tây tỉnh Liêu Ninh, Trung Quốc. Nó tồn tại cách ngày nay khoảng 125 triệu năm.